# Платонов, Борис Павлович
Борис Павлович Платонов (07(20).06.1915 — 13.09.1999) — российский металлург, доктор технических наук, профессор, лауреат Сталинской и Ленинской премий.
Родился в деревне Жарки (сейчас — Юрьевецкий район Ивановской области).
Окончил Ярославский автомеханический техникум по специальности «Литейное производство» (1936).
Работал на Горьковском автомобильном заводе: мастер, начальник участка, технолог технологического бюро, начальник литейного корпуса серого чугуна, с 1965 г. главный инженер металлургического производства.
Без отрыва от производства окончил металлургический факультет Всесоюзного заочного политехнического института (1946).
С 1971 года — профессор Горьковского политехнического института.
Кандидат технических наук (1963). Доктор технических наук (1973). Получил 32 свидетельства на изобретения и 7 патентов.
Сталинская премия (1951) — за разработку конструкции и освоение производства легкового автомобиля «ЗИМ» (ГАЗ-12).
Ленинская премия (1965) — за разработку, внедрение в производство и создание комплекса прессовых автоматических линий для изготовления литейных земляных форм методом прессования под высоким давлением.
Заслуженный деятель науки и техники РСФСР. Награждён орденами Ленина (09.01.1952); Трудового Красного Знамени (дважды — 22.08.1966: 05.04.1971); «Знак Почёта» (28.10.1944), золотой и серебряной медалями ВДНХ (1960, 1964).
Умер 13.09.1999 в Нижнем Новгороде, похоронен на Ново-Автозаводском (Стригинском) кладбище.
Сочинения:
- Размерные расчеты литейной формы [Текст]. — Горький : Волго-Вят. кн. изд-во, 1970. — 176 с. : ил.; 22 см.
- Б. П. Платонов, А.Д.. Акименко, С. М. Богуцкая и др. Индукционные печи для плавки чугуна [Текст]. — Москва : Машиностроение, 1976. — 174 с.; 22 см.